# Peter Norlin
| Peter Norlins båtar      |                 |
| Segelbåtar               |                 |
| Modell                   | Konstruktionsår |
| 2.4mR                    | 1981            |
| Accent                   | 1974            |
| Amoress                  | 1975            |
| Albin 78 Cirrus          | 1978            |
| Albin Cumulus            | 1978            |
| Albin Alpha              | 1984            |
| Albin Delta              | 1983            |
| Albin Express            | 1978            |
| Albin Nova               | 1980            |
| Albin Stratus            | 1980            |
| Avance 24                | 1976            |
| Avance 245               | 1976            |
| Avance 33                | 1980            |
| Avance 36                | 1978            |
| Fabola Scanper           | 1979            |
| Gambler 37               | 1983            |
| Gambler 38               | 1983            |
| Jolly 23 S               |                 |
| Jolly Cavat 345          |                 |
| IW 26 / Lill-Scampi      | 1970            |
| Monark 700               | 1978            |
| Najad 37                 | 1980            |
| Najad 371                | 1983            |
| Norlin 34                | 1972            |
| Norlin 37                | 1974            |
| Norlin 41                | 1973            |
| N-Yachts 41              | 1999            |
| N-Yachts 411             | 1999            |
| Omega 42                 | 1978            |
| Scampi                   | 1969            |
| Scampi 34                | 1972            |
| Scanper 22               | 1976            |
| Super Swede 53           |                 |
| Swede 37                 |                 |
| Sweden Yachts 340        | 1986            |
| Sweden Yachts 36         | 1984            |
| Sweden Yachts 370        | 1973            |
| Sweden Yachts 38         | 1983            |
| Sweden Yachts 390        | 1991            |
| Sweden Yachts 40         | 2008            |
| Sweden Yachts 41         | 1982            |
| Sweden Yachts 42         | 2002            |
| Sweden Yachts 45         | 1999            |
| Sweden Yachts 50         | 1987            |
| Sweden Yachts 52 Classic |                 |
| Sweden Yachts 54         | 2004            |
| Sweden Yachts 70         | 1994            |
| Tiger 22                 |                 |
| Triss 570                | 1977            |
| Triss Norlin             | 1977            |

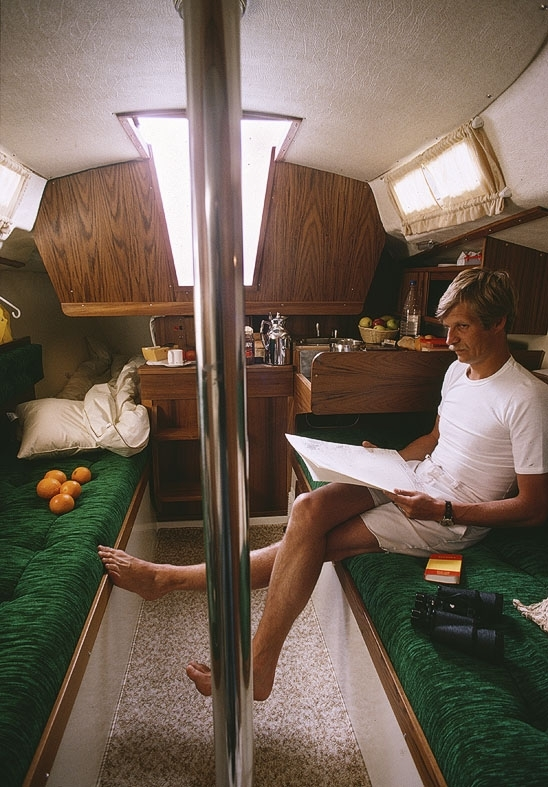
Peter Norlin

Peter Norlin, född 7 maj 1941 i Stockholm, död 13 december 2012 i Stockholm, var en svensk yachtkonstruktör av både kappseglings- och familjebåtar.

## Biografi
Peter Norlin växte upp i Saltsjö-Duvnäs utanför Stockholm och kappseglade under 1960-talet framgångsrikt på en av de första produktionsbåtarna som tillverkades i plast, Reimers-konstruerade 28-fotaren Fingal. Mot slutet av 1960-talet startade han ett mindre segelmakeri. Parallellt började Norlin grubbla på skrovformer och utvecklade med hjälp av skalmodeller en ritning för en så kallad halvtonnare, en havskryssare kring 30 fot. Norlin gick samman med före detta olympiaseglaren Stig Käll och byggde med hjälp av byggaren Leif Strömkvist prototypen Scampi under våren och försommaren 1969. Scampi, seglad av Peter Norlin själv, visade sig överlägsen den internationella konkurrensen och vann de inofficiella VM-seglingarna inom sin klass, Half Ton Cup, i Sandhamn i augusti 1969. Norlin försvarade sedan titeln både 1970 och 1971 med serieproducerade Scampi. Framgångarna med Scampi har kallats det största genombrottet någonsin inom svensk havskappsegling. Debutkonstruktionen följdes upp av flera framgångsrika havskryssare med konstruktioner såsom Norlin 34, Accent (vinnare av Quarter Ton Cup 1974), Amoress och Agnes (klassvinnare i den amerikanska havskappseglingsserien SORC 1976). Andra framgångsrika enstycksbyggen som kappseglades internationellt under dessa år var Stress, Profilen, Regnbågen (3/4 Ton Cup-vinnare 1979), Big Foot och Big Foot II. Norlin konstruerade även 1980/81 den första svenska Whitbread round the world race-deltagaren 61-fotaren Swedish Entry.
Flera av Norlins havskryssare modifierades och tillverkades som familjeversioner, byggda av Shipman AB och från 1977 av Albin Marin, bland annat Scampi, Accent, Cumulus, Albin 78 (Cirrus), Albin Nova, Albin Stratus, Albin Delta och Albin Alpha. En stor försäljningsframgång var Albin Express, som Peter Norlin konstruerade 1978 och såldes i cirka 1 400 exemplar. Andra framgångsrika och omtyckta konstruktioner från Peter Norlins ritbord är Omega 42, Avance 36, Scanper 22, Monark 700, Gambler 38, Tiger 22, Norlin 34 och Norlin 37.
Sedan mitten av 1970-talet var Norlin en av de internationellt mest framstående konstruktörerna inom 6mR-klassen, med ett femtontal olika konstruktioner. Han var delaktig i utvecklandet av den Internationella America's Cup klassen, IACC, 1989. Norlin var den dominerande konstruktören av 2.4mR, en enmansbåt enligt R-regeln där handikappade kan kappsegla mot övriga på lika villkor. Peter Norlins konstruktion av "Tvåfyran" är officiell klass inom Paralympics. Sedan början av 1980-talet konstruerade Norlin, tillsammans med Jens Östman, de allra flesta båtar byggda av Sweden Yachts i Stenungsund.

### Familj
Peter Norlin var 1969–2000 gift med Agneta Norlin, född von Euler-Chelpin, med vilken han har två barn. Därefter och fram till sin död var han gift med Åsa Llinares Norlin, med vilken han har ett barn.